# Z (軍事符號)
「Z」是2022年俄羅斯入侵烏克蘭的俄羅斯聯邦軍隊軍用車輛上所塗的符號之一，此符號已在俄羅斯流行文化中用作支持入侵的標誌。

## 符號

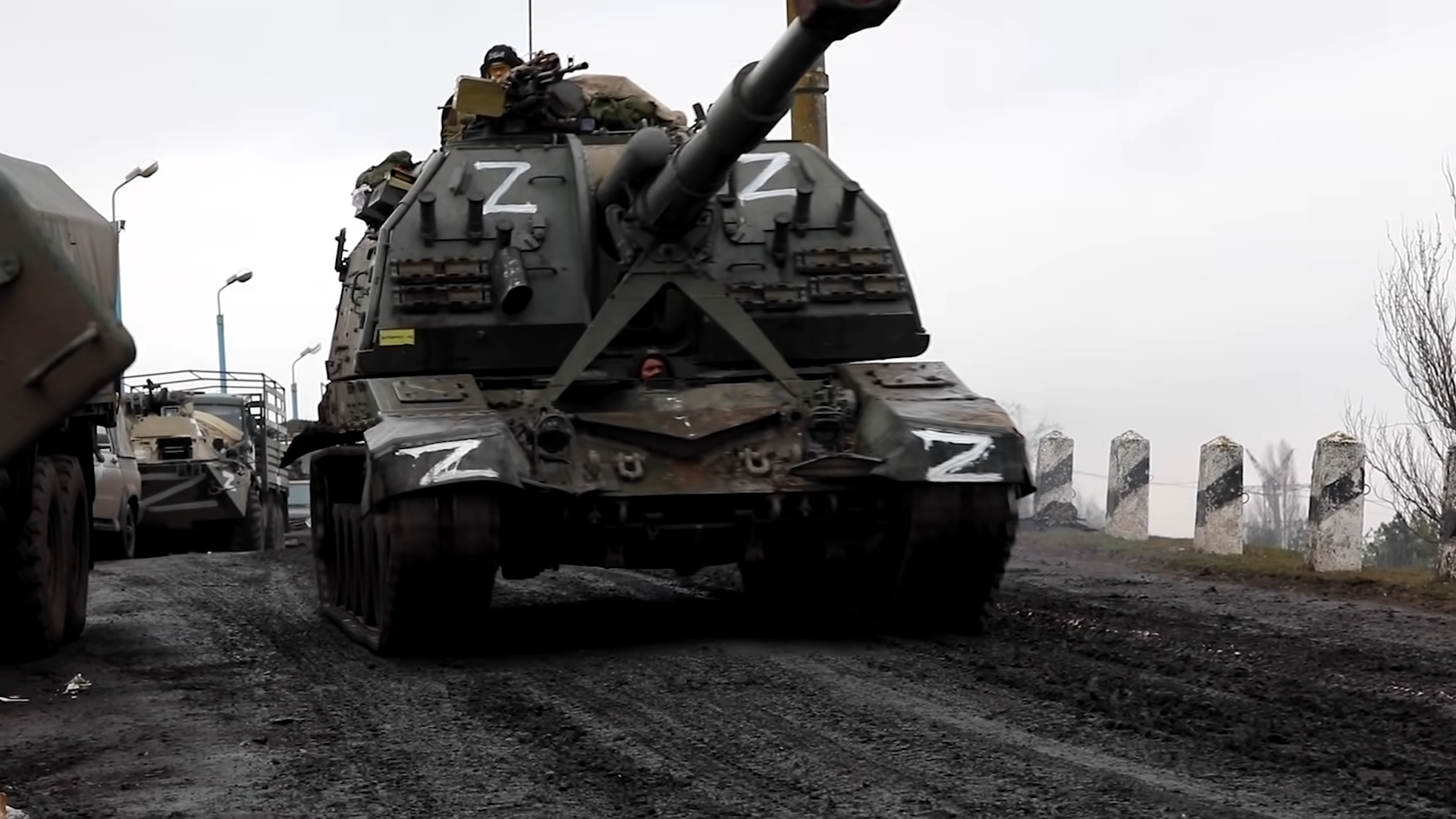
俄羅斯陸軍的2S19自行火炮，標記為「Z」
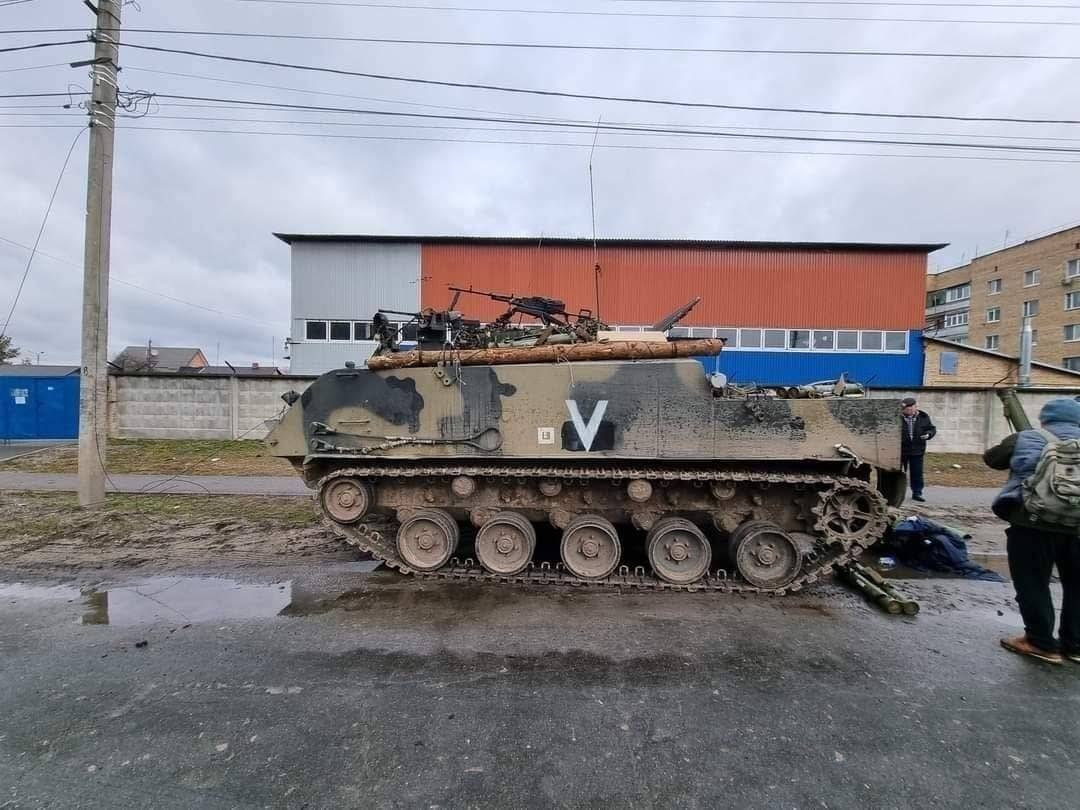
在霍斯托梅被擊毀的俄羅斯聯邦空降部隊BTR-MD兩棲裝甲運兵車，標記為「V」
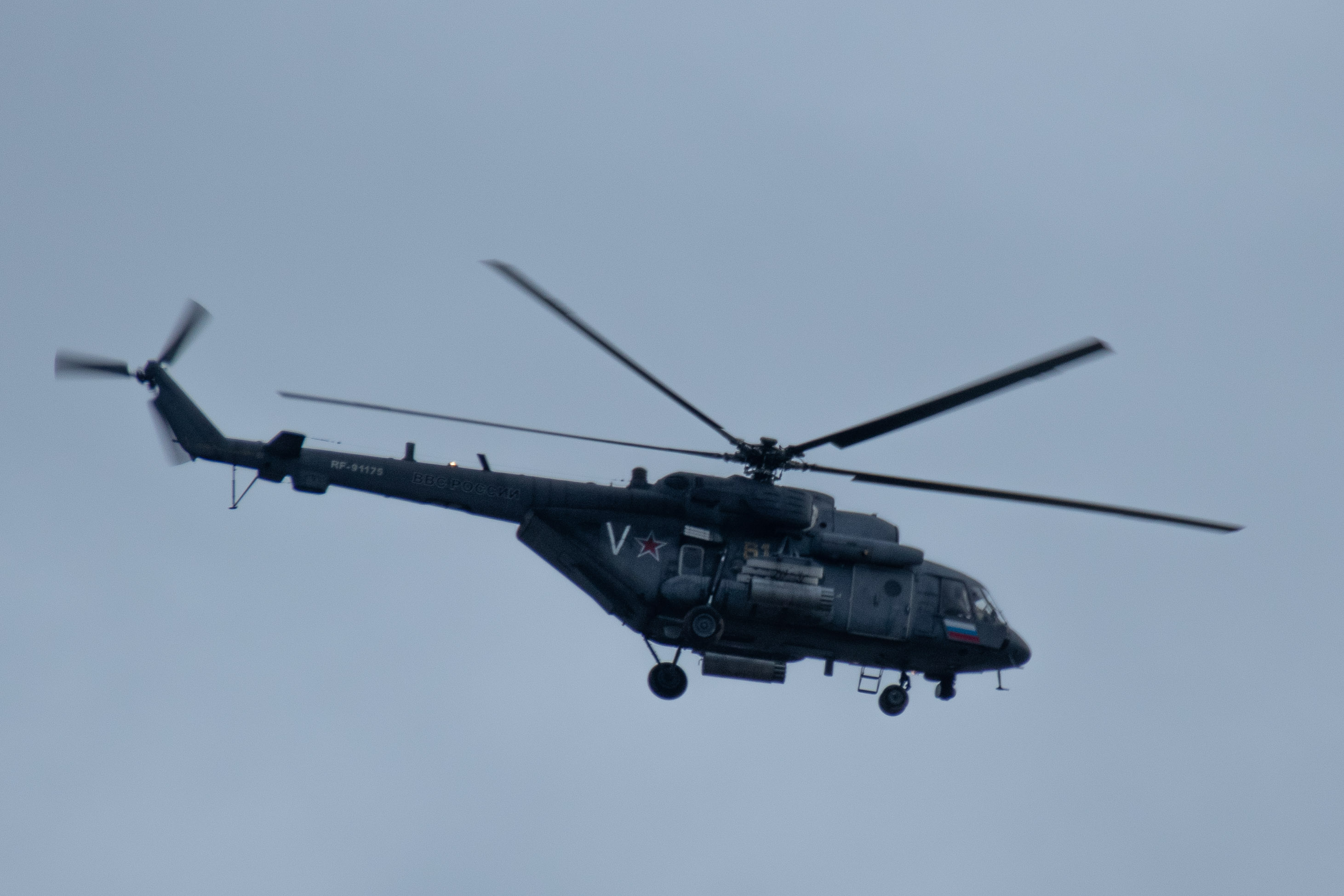
2022年2月23日在白俄羅斯明斯克上空，帶有「V」符號的俄羅斯聯邦陸軍航空兵米-171直昇機
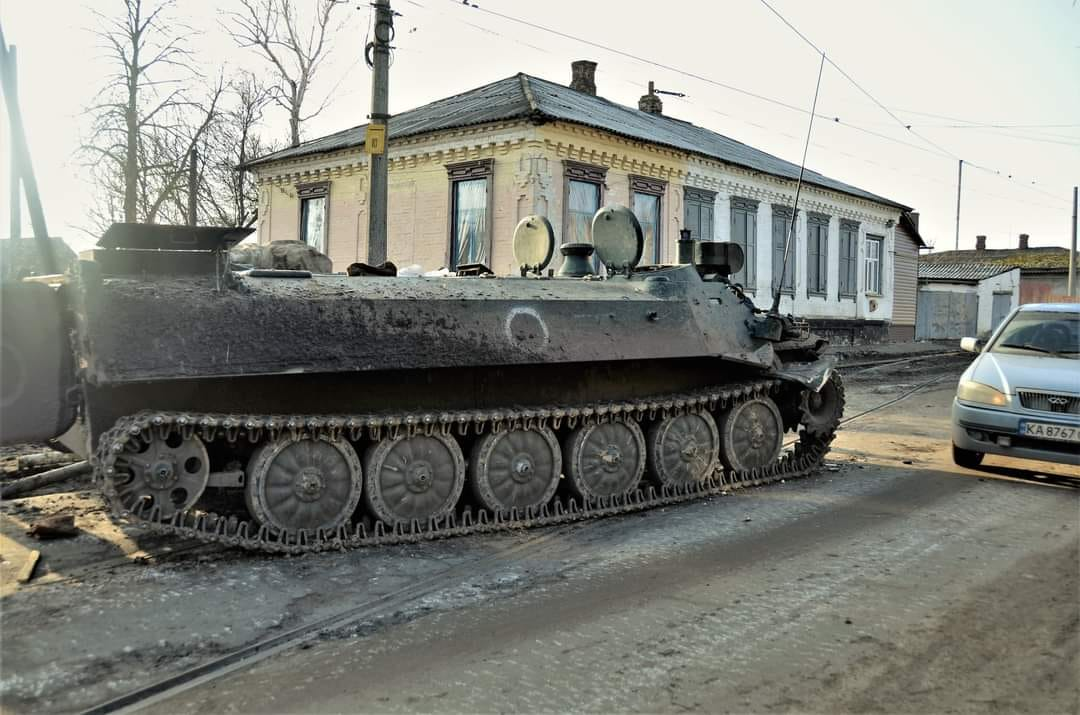
2022年科諾托普戰役中被俄羅斯武裝部隊遺棄的MT-LB輕裝甲多用途運輸拖拉車，標記為「O」

在戰爭初期，這些符號的含義對公眾來說仍然是個謎，網絡上流传了許多版本。其中一種說法是，這些字母表示軍隊到達的軍區，例如「Z」是西部軍區、「V」是東部軍區、「O」是中央軍區。
俄羅斯聯邦國防部在Instagram上表示，「Z」符號是「為了勝利」（羅馬化：za pobedu）短語的縮寫，而「V」符號代表「力量在於真理」（羅馬化：sila v pravde）和「任務將會完成」的意思（羅馬化：zadacha budet vypolnena）。
而根据烏克蘭武裝部隊稱，在2022年俄羅斯入侵烏克蘭期間，俄羅斯聯邦軍隊使用了以下符號和相應的含義：
- Z：來自東部地區的俄羅斯軍隊
- 🅉（方格內的Z）：來自克里米亞的俄羅斯軍隊
- O：來自白俄羅斯的部隊
- V：海軍步兵
- X：來自車臣的部隊
- A：特種部隊，包括特別迅速應變分隊、阿爾法特種部隊和俄羅斯聯邦武裝力量特種作戰部隊

這次入侵獲得了「Z行動」的綽號，源自「Z」符號。
另一種不太確定的解釋是使用了俄語單詞「西」（羅馬化：zapad），指西部軍區或西行步兵。。

## 用法
2021年－2022年俄烏危機中俄羅斯入侵前幾週期間，俄烏邊境沿線的俄羅斯車輛展示了「Z」符號。在哈爾科夫戰役期間，當地居民使用「Z」符號來識別俄羅斯車輛並在Telegram上追踪他們的位置。

### 軍用
根據俄羅斯國防部的說法，「Z」符號的意思是「為了勝利」。一些軍事專家假定這些符號是用於減少友軍誤射的識別標記，並將這些符號與二戰期間諾曼底登陸時使用的入侵條紋進行了比較。其他軍事專家推測，這些符號用於幫助區分不同的特遣部隊，前皇家聯合研究所主任邁克爾·克拉克說「這些符號通常會見基於位置：他們將傳達部隊的去向」，並指出美國軍方在2003年美國入侵伊拉克期間使用「人」字形。

### 挺戰象徵

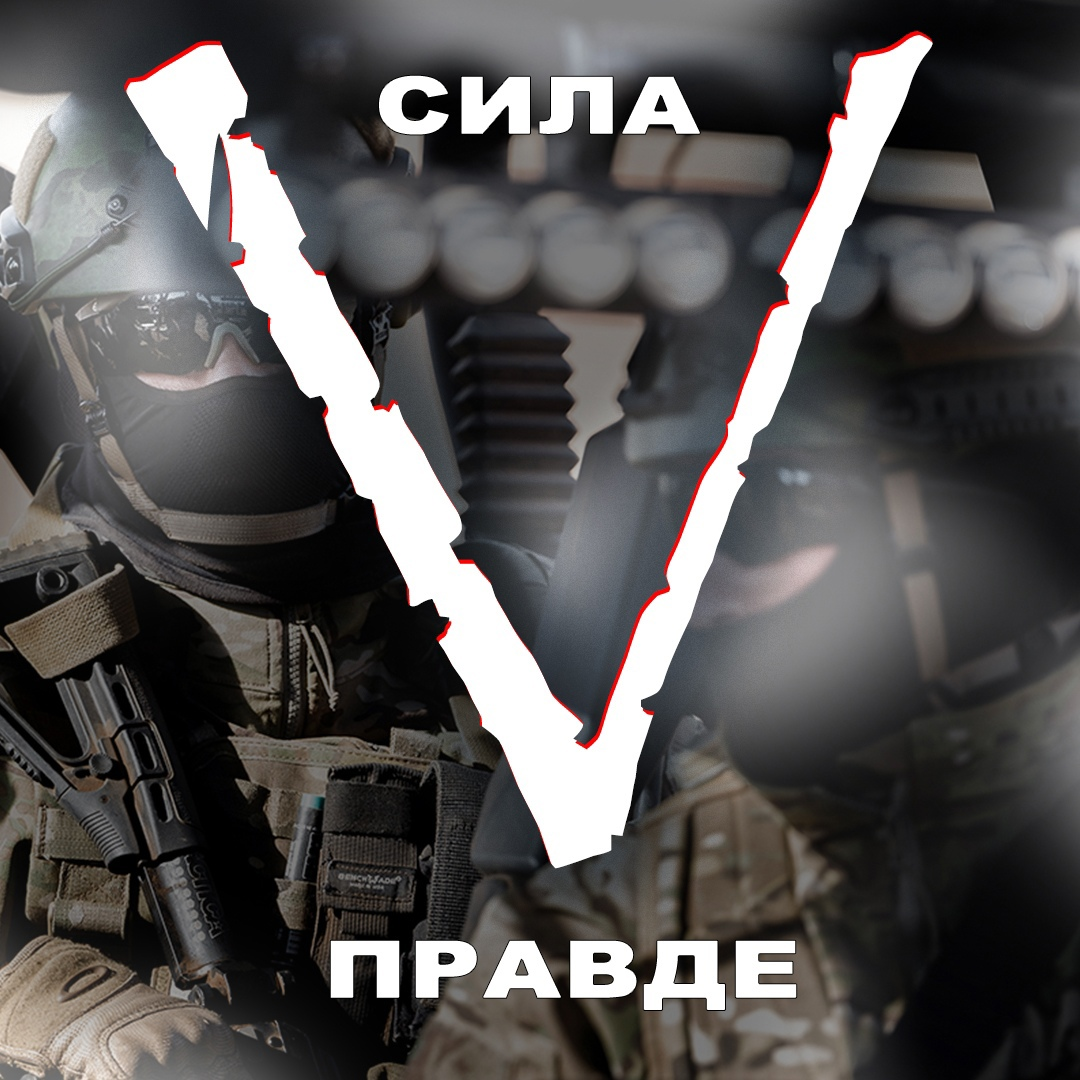
俄羅斯聯邦國防部所印發支持戰爭的宣傳海報

「Z」已被親俄羅斯總統弗拉基米爾·普京、鷹派平民用作支持俄羅斯入侵的象徵。克里姆林宮Telegram自入侵開始以來就在其名稱中加入了字母「Z」 。俄羅斯官媒RT出售了帶有該符號的商品，以表示對俄羅斯軍隊的支持，符號通常帶有取自聖喬治絲帶的紋理，而俄羅斯一些地區的地方當局組織了快閃族來用此符號支持入侵。

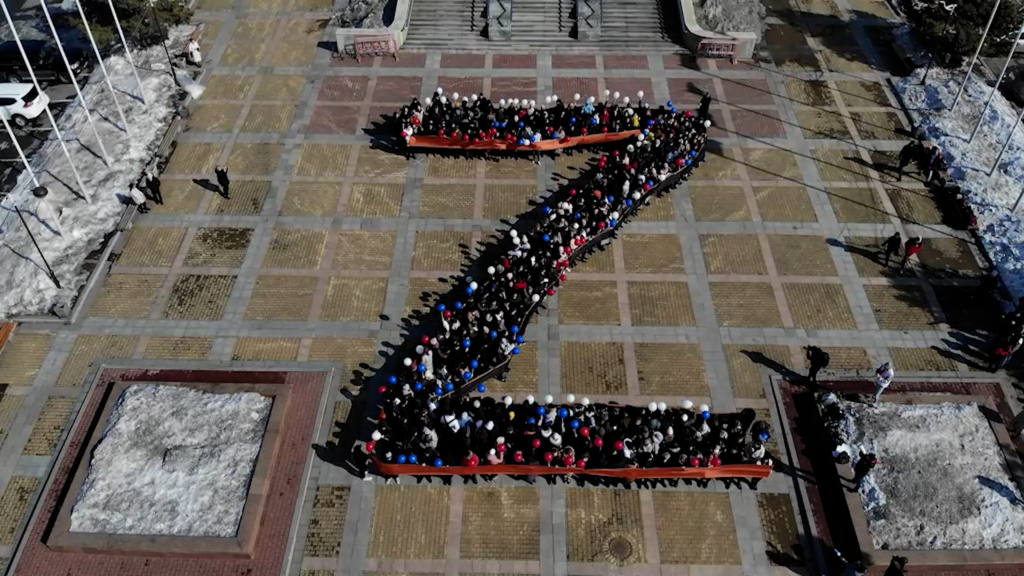
由市政府和統一俄羅斯黨組織的哈巴羅夫斯克的居民和統一俄羅斯青年衛隊成員。他們參與「我們不放棄自己」活動，在白金競技場排列成「Z」字形。

伍德羅·威爾遜國際學者中心的卡米爾·加里耶夫（Kamil Galeev）說「幾天前發明的符號成為新俄羅斯意識形態和國家認同的象徵」。一些評論家將「Z」描述為納粹象徵的變體，將其與納粹符號卍字相比。烏克蘭國防部長阿列克謝·列茲尼科夫於3月7日發聲明譴責使用「Z」符號，指出其與薩克森豪森集中營Z站毒氣室的名稱相似。
俄羅斯的反戰活動人士看到他們的財產被包含「Z」符號的塗鴉污損。俄羅斯影評人安東·多林的門上標有該符號，他將「Z」與殭屍動作恐怖片地球末日戰進行了比較，並將俄羅斯軍隊和支持戰爭的活動家描述為「殭屍化」。在政府強制關閉人權組織紀念後，警察在搜查其大樓時留下了「Z」字樣。抗議藝術團體暴動小貓成員的公寓也遭人用「Z」符號破壞。 

## 禁止
在哈薩克斯坦，禁止在公共車輛上顯示軍事符號，阿斯塔納警方明確規定不允許使用「Z」、「V」和「O」符號。違規罰款為15315堅戈（46.98美元）。
在入侵期間舉行的2022年FIG藝術體操世界盃系列賽時，俄羅斯體操運動員伊萬·庫利亞克身穿一件印有「Z」符號的緊身衫，站在領獎台上的烏克蘭體操運動員伊利亞·科夫頓旁邊。科夫頓獲得了金牌，而庫利亞克獲得了銅牌。國際體操聯合會譴責庫利亞克的「令人震驚的行為」，並表示將要求體操倫理基金會對庫利亞克進行「紀律處分」。3月7日，國際體操聯合會禁止俄羅斯和白俄羅斯的體操運動員和官員參加比賽。
2022年3月26日，德国下萨克森州和巴伐利亚州宣布，在公共场合展示字母“Z”符号以象征支持对俄罗斯的军事行动將是違法行為。任何人在抗议中展示字母“Z”符号，或在建筑物、车辆外部展示该符号，都有可能面临最高3年的监禁或者罚款的风险。
韓國智能手機製造商三星電子發售的可摺疊式智能手機Galaxy Z系列，在愛沙尼亞、拉脫維亞、立陶宛三國的官網上移除其中的拉丁字母Z。
因應顧客投訴，日本航空轄下廉航ZIPAIR Tokyo於2022年6月將屬下飛機尾翼的「Z」字標誌塗去，並改用新圖案取代。
2023年12月，动画《Code Geass 夺回的Z》更名为《Code Geass 奪回的Rozé》。

## 外部連結
- How “Z” became Putin’s new propaganda meme （页面存档备份，存于） Vox.